# Iwona Radziszewska
Iwona Radziszewska, z domu Marciniec (ur. 30 października 1969) – polska prezenterka telewizyjna, z wykształcenia aktorka.

## Życiorys
W 1992 ukończyła studia na PWST w Warszawie. Zagrała jedną rolę w Teatrze Telewizji – Melę w Moralności pani Dulskiej z 1992. W 1991 pojawiła się także w Burzy na deskach warszawskiego Teatru Ateneum. Wystąpiła także w filmie Nad rzeką, której nie ma.
Pracowała w „Gazecie Wyborczej” i Wiadomościach. Od października 1997 do 31 sierpnia 2003 była prezenterką Faktów w TVN, kiedy to zajęła się współtworzeniem nowego kanału Grupy ITI – TVN Style. Jego szefową była w latach 2004–2006. W TVN Style prowadziła także swój własny program Świat według.... Od początku 2006 do kwietnia 2007 pracowała nad projektem miesięcznika dla kobiet w wydawnictwie G+J Polska.
1 lutego 2008 rozpoczęła pracę na stanowisku rzecznika prasowego Ministerstwa Kultury i Dziedzictwa Narodowego.
Pod koniec 2010 zdecydowała się powrócić do pracy w mediach, wiążąc się z Telewizją Polską. W styczniu 2011 została prowadzącą programu Celownik w TVP1, a w kwietniu 2011 współprowadzącą weekendowych wydań programu Kawa czy herbata? w TVP1. Na początku 2012, kiedy jej mąż - Piotr Radziszewski - został dyrektorem TVP1, przeszła do TVP2, gdzie do sierpnia  2012 i ponownie od stycznia 2013 do sierpnia 2015 współprowadziła poranny magazyn Pytanie na śniadanie, najpierw w duecie z Jackiem Rozenkiem, a następnie z Łukaszem Nowickim. Od września 2013 do marca 2014 prowadziła Panoramę dnia w TVP Info. Od lipca 2014 do stycznia 2016 pracowała w redakcji portalu portalu tvp.info, następnie odeszła z TVP.

## Życie prywatne
Jest żoną Piotra Radziszewskiego, mają syna Michała.